# Diotim d'Olímpia
Diotim (en grec antic: Διότιμος, llatí: Diotīmus) va ser un escriptor de l'antiga Grècia natural d'Olímpia que va escriure una compilació d'endevinalles i enigmes.
Tot quant se'n coneix prové d'una referència d'Ateneu de Nàucratis, qui l'esmenta com a company (ἑταῖρος ἡμῶν) d'un dels interlocutors en la seva obra El sopar dels erudits, en un paràgraf en què es tracta d'enigmes i endevinalles (γρῖφοι). Devia viure, per tant, al començament del segle iii.